# 高島郡 (滋賀県)
- 令制国一覧 > 東山道 > 近江国 > 高島郡
- 日本 > 近畿地方 > 滋賀県 > 高島郡

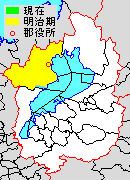
滋賀県高島郡の位置（黄：明治期 水色：後に他郡から編入した区域）

高島郡（たかしまぐん）は、滋賀県（近江国）にあった郡。湖西地域に含まれる。福井県遠敷郡上中町とは、平成の大合併の際、滋賀県高島郡6町村との合併（越境合併）を検討していたことがあった。

## 郡域
1879年（明治12年）に行政区画として発足した当時の郡域は、下記の区域にあたる。
- 高島市の大部分（鵜川を除く）

## 歴史

### 近世以降の沿革
- 「旧高旧領取調帳」に記載されている明治初年時点での支配は以下の通り。幕府領は大津代官所が管轄。●は村内に寺社領が、○は村内に寺社除地[1]が存在。（3町155村）

| 知行         | 知行                                   | 村数     | 村名 |
| ------------ | -------------------------------------- | -------- | --- |
| 幕府領       | 幕府領                                 | 7村      | 伊井村、平ヶ崎村、構村、吉武村、北船木村、山形村、●拝戸村 |
| 幕府領       | 旗本領                                 | 43村     | 中ノ町村、酒波村、井ノ口村（現・高島市今津町福岡）、角川村、保坂村、天増川村、山中村（現・高島市今津町杉山）、大杉村、梨子木村、轆轤村、六ツ石村、水谷村、途中谷村、上野村、中野村、宮前村、坊村、下柏村、上柏村、古川村、大野村、村井村、栃生村、小川村、平良村、雲洞谷村、地子原村、麻生村、横谷村、椋川村、荒川村、市場村、野尻村、岩神村、穴ヶ瀬村、能家村、桑原村、古屋村、生杉村、庄屋村、小入谷村、中牧村、小林村 |
| 幕府領       | 幕府領・旗本領                         | 4村      | ○浜分村、針江村、新庄村、西万木村 |
| 藩領         | 大和郡山藩                             | 2町 21村 | 海津東町、●海津中小路町、西浜村、知内村、蛭口村、石庭村、在原村、野口村、小荒路村、山中村（現・高島市マキノ町山中）、浦村、下村、白谷村、牧野村、上開田村、寺久保村、辻村、森西村、○沢村、新保村、中庄村、○大沼村、三尾里村 |
| 藩領         | 近江大溝藩                             | 15村     | 北生見村、南生見村、今市村、森村、嶋村、横江村、上小川村、音羽村、宮野村、大溝村、石垣村、打下村、伊黒村、畑村、鹿ヶ瀬村 |
| 藩領         | 越前鞠山藩                             | 10村     | 三谷村、井ノ口村（現・高島市新旭町安井川）、米内村、安養寺村、鍛冶屋村、請所村、三田村、五番領村、三重生村、野田村 |
| 藩領         | 近江膳所藩                             | 8村      | 日爪村、平井村、東河原村、南市村、上寺村、馬場村、下城村、佐賀村 |
| 藩領         | 武蔵川越藩                             | 7村      | 南新保村、桂村、北仰村、産所村、南新保村、桂村、北仰村 |
| 藩領         | 若狭小浜藩                             | 3村      | 辻沢村、河原市村、上古賀村 |
| 藩領         | 和泉伯太藩                             | 2村      | 大供村、上弘部村 |
| 藩領         | 加賀藩                                 | 2村      | 今津村、弘川村 |
| 藩領         | 山城淀藩                               | 1村      | 岡村 |
| 藩領         | 三河吉田藩                             | 1村      | 下開田村 |
| 藩領         | 郡山藩・膳所藩                         | 1村      | 五十川村 |
| 藩領         | 郡山藩・伯太藩                         | 1村      | 深清水村 |
| 藩領         | 郡山藩・加賀藩                         | 1町      | ●海津中村町 |
| 藩領         | 大溝藩・膳所藩                         | 2村      | 北畑村、庄境村 |
| 藩領         | 大溝藩・膳所藩・伯太藩                 | 1村      | ○永田村 |
| 藩領         | 大溝藩・小浜藩                         | 1村      | 木津村 |
| 藩領         | 大溝藩・伯太藩                         | 1村      | 藺生村 |
| 藩領         | 鞠山藩・膳所藩                         | 1村      | 仁和寺村 |
| 藩領         | 川越藩・伯太藩                         | 1村      | 岸脇村 |
| 幕府領・藩領 | 幕府領・郡山藩                         | 3村      | 梅原村、田井村、霜降村 |
| 幕府領・藩領 | 幕府領・郡山藩・大溝藩・膳所藩・川越藩 | 2村      | 下古賀村、太田村 |
| 幕府領・藩領 | 幕府領・大溝藩                         | 5村      | 下弘部村、深溝村、○下小川村、今在家村、藤江村 |
| 幕府領・藩領 | 幕府領・大溝藩・膳所藩                 | 3村      | 川島村、武曽村、横山村 |
| 幕府領・藩領 | 幕府領・大溝藩・膳所藩・川越藩         | 1村      | 鴨村 |
| 幕府領・藩領 | 幕府領・鞠山藩                         | 1村      | ●堀川村 |
| 幕府領・藩領 | 幕府領・小浜藩                         | 1村      | 南船木村 |
| 幕府領・藩領 | 幕府領・旗本領・大溝藩                 | 1村      | 藁園村 |
| 幕府領・藩領 | 旗本領・鞠山藩                         | 1村      | 十八川村 |
| 幕府領・藩領 | 旗本領・丹波福知山藩                   | 4村      | 追分村、長尾村、南古賀村、東万木村 |

- 慶応4年
  - 3月7日（1868年3月30日） - 大津代官所に大津裁判所が設置され、幕府領を管轄。
  - 4月28日（1868年5月20日） - 大津裁判所の管轄地域が大津県の管轄となる。
- 明治2年
  - 6月17日（1869年7月25日） - 版籍奉還により、加賀藩（通称）の正式名称が金沢藩となる。
  - 6月19日（1869年7月27日） - 版籍奉還により、吉田藩が改称して豊橋藩となる。
  - 6月24日（1869年8月1日） - 版籍奉還により、鞠山藩（通称）の正式名称が敦賀藩となる。
- 明治3年
  - 2月 - 旗本領が大津県の管轄となる。
  - 3月23日（1870年4月23日） - 敦賀藩が改称して鞠山藩となる。
  - 9月17日（1870年10月11日） - 鞠山藩が小浜藩に編入。
  - 10月 - 大溝藩[13]領が大津県の管轄となる。
- 明治4年
  - 7月14日（1871年8月29日） - 廃藩置県により、藩領が郡山県、小浜県、膳所県、川越県、伯太県、金沢県、淀県、豊橋県、福知山県の管轄となる。
  - 11月2日（1871年12月13日） - 第1次府県統合により、福知山県の管轄地域が豊岡県の管轄となる。
  - 11月14日（1871年12月25日） - 第1次府県統合により、川越県の管轄地域が入間県の管轄となる。
  - 11月15日（1871年12月26日） - 第1次府県統合により、豊橋県の管轄地域が額田県の管轄となる。
  - 11月22日（1872年1月2日） - 第1次府県統合により、全域が大津県の管轄となる[14]。
  - 11月29日（1872年1月9日） - 管轄が大津県から長浜県に変更される[15]。
- 明治5年
  - 2月27日（1872年4月4日） - 長浜県が改称して犬上県となる。
  - 9月28日（1872年10月30日） - 滋賀県の管轄となる。
- 明治7年（1874年）（3町133村）
  - 南船木村の一部（枝郷横江浜）が分立して横江浜村となる。
  - 下記の各村の統合が行われる。
    - 杉山村 ← 山中村（現・高島市今津町杉山）、大杉村
    - 狭山村 ← 梨子木村、轆轤村、六ツ石村、水谷村
    - 岩瀬村 ← 岩神村、穴ヶ瀬村
    - 生杉庄屋村 ← 生杉村、庄屋村
    - 中牧小林村 ← 中牧村、小林村
    - 勝野村 ← 大溝村、石垣村、打下村
    - 田中村 ← 鍛冶屋村、請所村、三田村、南市村、上寺村、馬場村、下城村、佐賀村、産所村、仁和寺村
    - 四津川村 ← 今在家村、藤江村
    - 上野村が五十川村に、横谷村が麻生村に、東河原村が新庄村に、庄境村が三重生村にそれぞれ合併。
- 明治8年（1875年）（3町131村）
  - 武曽村・横山村が合併して武曽横山村となる。
  - 吉武村が森村に合併。
- 明治12年（1879年）
  - 3月14日 - 伊黒村が改称して高島村となる。
  - 5月16日 - 郡区町村編制法の滋賀県での施行により、行政区画としての高島郡が発足。郡役所を今津村に設置。
  - 3月 - 鹿ヶ瀬村の一部（枝郷黒谷）が分立して黒谷村となる。（3町132村）
  - 下記の各村の統合が行われる。（1町109村）
    - 旭村 ← 山形村、森村、田井村、霜降村、堀川村
    - 日置前村 ← 伊井村、平ヶ崎村、三谷村
    - 福岡村 ← 構村、中ノ町村、井ノ口村（現・高島市今津町福岡）
    - 宮前坊村 ← 宮前村、坊村
    - 柏村 ← 下柏村、上柏村
    - 海津町 ← 海津東町、海津中小路町、海津中村町
    - 熊野本村 ← 今市村、辻沢村、平井村
    - 青柳村 ← 嶋村、東万木村
    - 安井川村 ← 井ノ口村（現・高島市新旭町安井川）、安養寺村、河原市村
    - 饗庭村 ← 米内村、日爪村、岡村、五十川村、木津村
    - 常磐木村 ← 三重生村、十八川村

  - 生杉庄屋村が生杉村に、中牧小林村が中牧村にそれぞれ改称。

### 町村制以降の沿革

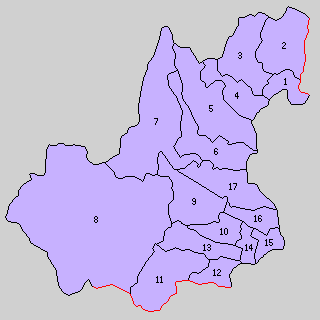
1.海津村 2.剣熊村 3.西庄村 4.百瀬村 5.川上村 6.今津村 7.三谷村 8.朽木村 9.広瀬村 10.安曇村 11.高島村 12.大溝村 13.水尾村 14.青柳村 15.本庄村 16.新儀村 17.饗庭村（紫：高島市）

- 明治22年（1889年）4月1日 - 町村制の施行により、以下の町村が発足。全域が現・高島市。（17村）
  - 海津村 ← 海津町、西浜村
  - 剣熊村 ← 小荒路村、野口村、在原村、浦村、山中村、下村
  - 西庄村 ← 白谷村、牧野村、上開田村、下開田村、寺久保村、蛭口村、石庭村
  - 百瀬村 ← 辻村、森西村、沢村、知内村、新保村、中庄村、大沼村
  - 川上村 ← 深清水村、日置前村、桂村、酒波村、福岡村、北仰村、浜分村
  - 今津村 ← 梅原村、岸脇村、藺生村、上弘部村、下弘部村、弘川村、大供村、南新保村、今津村
  - 三谷村 ← 狭山村、天増川村、杉山村、椋川村、途中谷村、保坂村、角川村、追分村、北生見村、南生見村
  - 朽木村 ← 荒川村、野尻村、市場村、宮前坊村、岩瀬村、雲洞谷村、地子原村、麻生村、柏村、古川村、大野村、村井村、栃生村、小川村、平良村、桑原村、生杉村、中牧村、古屋村、小入谷村、能家村
  - 広瀬村 ← 下古賀村、上古賀村、長尾村、中野村、南古賀村
  - 安曇村 ← 常磐木村、五番領村、田中村、三尾里村、西万木村
  - 高島村 ← 拝戸村、高島村、鹿ヶ瀬村、黒谷村、畑村
  - 大溝村 ← 永田村、勝野村、音羽村
  - 水尾村 ← 鴨村、野田村、宮野村、武曽横山村
  - 青柳村 ← 横江村、青柳村、上小川村、下小川村
  - 本庄村 ← 川島村、北船木村、南船木村、四津川村、横江浜村
  - 新儀村 ← 藁園村、太田村、新庄村、北畑村、安井川村
  - 饗庭村 ← 饗庭村、熊野本村、旭村、針江村、深溝村
- 明治31年（1898年）4月1日 - 郡制を施行。
- 明治35年（1902年）11月1日 - 大溝村が町制施行して大溝町となる。（1町16村）
- 明治39年（1906年）12月26日 - 今津村が町制施行して今津町となる。（2町15村）
- 大正12年（1923年）4月1日 - 郡会が廃止。郡役所は存続。
- 大正15年（1926年）7月1日 - 郡役所が廃止。以降は地域区分名称となる。
- 昭和15年（1940年）2月11日 - 安曇村が町制施行して安曇町となる。（3町14村）
- 昭和18年（1943年）4月29日 - 大溝町・高島村・水尾村が合併して高島町が発足。（3町12村）
- 昭和29年（1954年）11月3日 - 広瀬村・安曇町・青柳村・本庄村が合併して安曇川町が発足。（3町9村）
- 昭和30年（1955年）1月1日（5町1村）
  - 海津村・剣熊村・西庄村・百瀬村が合併してマキノ町が発足。
  - 今津町・川上村・三谷村が合併し、改めて今津町が発足。
  - 新儀村・饗庭村が合併して新旭町が発足。
- 昭和31年（1956年）9月30日 - 高島町が滋賀郡志賀町の一部（鵜川）を編入。
- 平成17年（2005年）1月1日 - マキノ町・今津町・朽木村・安曇川町・高島町・新旭町が合併して高島市が発足。同日高島郡消滅。

### 変遷表
| 明治以前     | 明治初年 - 明治11年   | 明治12年 - 明治22年         | 明治22年 4月1日 町村制施行 | 明治22年 - 大正15年          | 昭和元年 - 昭和20年         | 昭和21年 - 昭和30年          | 昭和31年 - 昭和64年          | 平成元年 - 現在       | 現在   |
| ------------ | --------------------- | --------------------------- | -------------------------- | ---------------------------- | --------------------------- | ---------------------------- | ---------------------------- | --------------------- | ------ |
| 鵜川村       | 鵜川村                | 鵜川村                      | 滋賀郡 小松村              | 滋賀郡小松村                 | 滋賀郡小松村                | 昭和30年10月1日 滋賀郡志賀町 | 昭和31年9月30日 高島町に編入 | 平成17年1月1日 高島市 | 高島市 |
| 大溝村       | 明治7年 勝野村        | 勝野村                      | 大溝村                     | 明治35年11月1日 町制 大溝町  | 昭和18年4月29日 高島町      | 高島町                       | 高島町                       | 平成17年1月1日 高島市 | 高島市 |
| 石垣村       | 明治7年 勝野村        | 勝野村                      | 大溝村                     | 明治35年11月1日 町制 大溝町  | 昭和18年4月29日 高島町      | 高島町                       | 高島町                       | 平成17年1月1日 高島市 | 高島市 |
| 打下村       | 明治7年 勝野村        | 勝野村                      | 大溝村                     | 明治35年11月1日 町制 大溝町  | 昭和18年4月29日 高島町      | 高島町                       | 高島町                       | 平成17年1月1日 高島市 | 高島市 |
| 音羽村       | 音羽村                | 音羽村                      | 大溝村                     | 明治35年11月1日 町制 大溝町  | 昭和18年4月29日 高島町      | 高島町                       | 高島町                       | 平成17年1月1日 高島市 | 高島市 |
| 永田村       | 永田村                | 永田村                      | 大溝村                     | 明治35年11月1日 町制 大溝町  | 昭和18年4月29日 高島町      | 高島町                       | 高島町                       | 平成17年1月1日 高島市 | 高島市 |
| 拝戸村       | 拝戸村                | 拝戸村                      | 高島村                     | 高島村                       | 昭和18年4月29日 高島町      | 高島町                       | 高島町                       | 平成17年1月1日 高島市 | 高島市 |
| 伊黒村       | 伊黒村                | 明治12年3月14日 改称 高島村 | 高島村                     | 高島村                       | 昭和18年4月29日 高島町      | 高島町                       | 高島町                       | 平成17年1月1日 高島市 | 高島市 |
| 鹿ヶ瀬村     | 鹿ヶ瀬村              | 鹿ヶ瀬村                    | 高島村                     | 高島村                       | 昭和18年4月29日 高島町      | 高島町                       | 高島町                       | 平成17年1月1日 高島市 | 高島市 |
| 鹿ヶ瀬村     | 鹿ヶ瀬村              | 明治12年3月 分立 黒谷村     | 高島村                     | 高島村                       | 昭和18年4月29日 高島町      | 高島町                       | 高島町                       | 平成17年1月1日 高島市 | 高島市 |
| 畑村         | 畑村                  | 畑村                        | 高島村                     | 高島村                       | 昭和18年4月29日 高島町      | 高島町                       | 高島町                       | 平成17年1月1日 高島市 | 高島市 |
| 鴨村         | 鴨村                  | 鴨村                        | 水尾村                     | 水尾村                       | 昭和18年4月29日 高島町      | 高島町                       | 高島町                       | 平成17年1月1日 高島市 | 高島市 |
| 野田村       | 野田村                | 野田村                      | 水尾村                     | 水尾村                       | 昭和18年4月29日 高島町      | 高島町                       | 高島町                       | 平成17年1月1日 高島市 | 高島市 |
| 宮野村       | 宮野村                | 宮野村                      | 水尾村                     | 水尾村                       | 昭和18年4月29日 高島町      | 高島町                       | 高島町                       | 平成17年1月1日 高島市 | 高島市 |
| 武曽村       | 明治8年 武曽横山村    | 武曽横山村                  | 水尾村                     | 水尾村                       | 昭和18年4月29日 高島町      | 高島町                       | 高島町                       | 平成17年1月1日 高島市 | 高島市 |
| 横山村       | 明治8年 武曽横山村    | 武曽横山村                  | 水尾村                     | 水尾村                       | 昭和18年4月29日 高島町      | 高島町                       | 高島町                       | 平成17年1月1日 高島市 | 高島市 |
| 三重生村     | 明治7年 三重生村      | 明治12年 常磐木村           | 安曇村                     | 安曇村                       | 昭和15年2月11日 町制 安曇町 | 昭和29年11月3日 安曇川町     | 安曇川町                     | 平成17年1月1日 高島市 | 高島市 |
| 庄境村       | 明治7年 三重生村      | 明治12年 常磐木村           | 安曇村                     | 安曇村                       | 昭和15年2月11日 町制 安曇町 | 昭和29年11月3日 安曇川町     | 安曇川町                     | 平成17年1月1日 高島市 | 高島市 |
| 十八川村     | 十八川村              | 明治12年 常磐木村           | 安曇村                     | 安曇村                       | 昭和15年2月11日 町制 安曇町 | 昭和29年11月3日 安曇川町     | 安曇川町                     | 平成17年1月1日 高島市 | 高島市 |
| 五番領村     | 五番領村              | 五番領村                    | 安曇村                     | 安曇村                       | 昭和15年2月11日 町制 安曇町 | 昭和29年11月3日 安曇川町     | 安曇川町                     | 平成17年1月1日 高島市 | 高島市 |
| 鍛冶屋村     | 明治7年 田中村        | 田中村                      | 安曇村                     | 安曇村                       | 昭和15年2月11日 町制 安曇町 | 昭和29年11月3日 安曇川町     | 安曇川町                     | 平成17年1月1日 高島市 | 高島市 |
| 請所村       | 明治7年 田中村        | 田中村                      | 安曇村                     | 安曇村                       | 昭和15年2月11日 町制 安曇町 | 昭和29年11月3日 安曇川町     | 安曇川町                     | 平成17年1月1日 高島市 | 高島市 |
| 三田村       | 明治7年 田中村        | 田中村                      | 安曇村                     | 安曇村                       | 昭和15年2月11日 町制 安曇町 | 昭和29年11月3日 安曇川町     | 安曇川町                     | 平成17年1月1日 高島市 | 高島市 |
| 南市村       | 明治7年 田中村        | 田中村                      | 安曇村                     | 安曇村                       | 昭和15年2月11日 町制 安曇町 | 昭和29年11月3日 安曇川町     | 安曇川町                     | 平成17年1月1日 高島市 | 高島市 |
| 上寺村       | 明治7年 田中村        | 田中村                      | 安曇村                     | 安曇村                       | 昭和15年2月11日 町制 安曇町 | 昭和29年11月3日 安曇川町     | 安曇川町                     | 平成17年1月1日 高島市 | 高島市 |
| 馬場村       | 明治7年 田中村        | 田中村                      | 安曇村                     | 安曇村                       | 昭和15年2月11日 町制 安曇町 | 昭和29年11月3日 安曇川町     | 安曇川町                     | 平成17年1月1日 高島市 | 高島市 |
| 下城村       | 明治7年 田中村        | 田中村                      | 安曇村                     | 安曇村                       | 昭和15年2月11日 町制 安曇町 | 昭和29年11月3日 安曇川町     | 安曇川町                     | 平成17年1月1日 高島市 | 高島市 |
| 佐賀村       | 明治7年 田中村        | 田中村                      | 安曇村                     | 安曇村                       | 昭和15年2月11日 町制 安曇町 | 昭和29年11月3日 安曇川町     | 安曇川町                     | 平成17年1月1日 高島市 | 高島市 |
| 産所村       | 明治7年 田中村        | 田中村                      | 安曇村                     | 安曇村                       | 昭和15年2月11日 町制 安曇町 | 昭和29年11月3日 安曇川町     | 安曇川町                     | 平成17年1月1日 高島市 | 高島市 |
| 仁和寺村     | 明治7年 田中村        | 田中村                      | 安曇村                     | 安曇村                       | 昭和15年2月11日 町制 安曇町 | 昭和29年11月3日 安曇川町     | 安曇川町                     | 平成17年1月1日 高島市 | 高島市 |
| 三尾里村     | 三尾里村              | 三尾里村                    | 安曇村                     | 安曇村                       | 昭和15年2月11日 町制 安曇町 | 昭和29年11月3日 安曇川町     | 安曇川町                     | 平成17年1月1日 高島市 | 高島市 |
| 西万木村     | 西万木村              | 西万木村                    | 安曇村                     | 安曇村                       | 昭和15年2月11日 町制 安曇町 | 昭和29年11月3日 安曇川町     | 安曇川町                     | 平成17年1月1日 高島市 | 高島市 |
| 川島村       | 川島村                | 川島村                      | 本庄村                     | 本庄村                       | 本庄村                      | 昭和29年11月3日 安曇川町     | 安曇川町                     | 平成17年1月1日 高島市 | 高島市 |
| 北船木村     | 北船木村              | 北船木村                    | 本庄村                     | 本庄村                       | 本庄村                      | 昭和29年11月3日 安曇川町     | 安曇川町                     | 平成17年1月1日 高島市 | 高島市 |
| 南船木村     | 南船木村              | 南船木村                    | 本庄村                     | 本庄村                       | 本庄村                      | 昭和29年11月3日 安曇川町     | 安曇川町                     | 平成17年1月1日 高島市 | 高島市 |
| 南船木村     | 明治7年 分立 横江浜村 | 横江浜村                    | 本庄村                     | 本庄村                       | 本庄村                      | 昭和29年11月3日 安曇川町     | 安曇川町                     | 平成17年1月1日 高島市 | 高島市 |
| 今在家村     | 明治7年 四津川村      | 四津川村                    | 本庄村                     | 本庄村                       | 本庄村                      | 昭和29年11月3日 安曇川町     | 安曇川町                     | 平成17年1月1日 高島市 | 高島市 |
| 藤江村       | 明治7年 四津川村      | 四津川村                    | 本庄村                     | 本庄村                       | 本庄村                      | 昭和29年11月3日 安曇川町     | 安曇川町                     | 平成17年1月1日 高島市 | 高島市 |
| 横江村       | 横江村                | 横江村                      | 青柳村                     | 青柳村                       | 青柳村                      | 昭和29年11月3日 安曇川町     | 安曇川町                     | 平成17年1月1日 高島市 | 高島市 |
| 嶋村         | 嶋村                  | 明治12年 青柳村             | 青柳村                     | 青柳村                       | 青柳村                      | 昭和29年11月3日 安曇川町     | 安曇川町                     | 平成17年1月1日 高島市 | 高島市 |
| 東万木村     | 東万木村              | 明治12年 青柳村             | 青柳村                     | 青柳村                       | 青柳村                      | 昭和29年11月3日 安曇川町     | 安曇川町                     | 平成17年1月1日 高島市 | 高島市 |
| 上小川村     | 上小川村              | 上小川村                    | 青柳村                     | 青柳村                       | 青柳村                      | 昭和29年11月3日 安曇川町     | 安曇川町                     | 平成17年1月1日 高島市 | 高島市 |
| 下小川村     | 下小川村              | 下小川村                    | 青柳村                     | 青柳村                       | 青柳村                      | 昭和29年11月3日 安曇川町     | 安曇川町                     | 平成17年1月1日 高島市 | 高島市 |
| 下古賀村     | 下古賀村              | 下古賀村                    | 広瀬村                     | 広瀬村                       | 広瀬村                      | 昭和29年11月3日 安曇川町     | 安曇川町                     | 平成17年1月1日 高島市 | 高島市 |
| 上古賀村     | 上古賀村              | 上古賀村                    | 広瀬村                     | 広瀬村                       | 広瀬村                      | 昭和29年11月3日 安曇川町     | 安曇川町                     | 平成17年1月1日 高島市 | 高島市 |
| 長尾村       | 長尾村                | 長尾村                      | 広瀬村                     | 広瀬村                       | 広瀬村                      | 昭和29年11月3日 安曇川町     | 安曇川町                     | 平成17年1月1日 高島市 | 高島市 |
| 中野村       | 中野村                | 中野村                      | 広瀬村                     | 広瀬村                       | 広瀬村                      | 昭和29年11月3日 安曇川町     | 安曇川町                     | 平成17年1月1日 高島市 | 高島市 |
| 南古賀村     | 南古賀村              | 南古賀村                    | 広瀬村                     | 広瀬村                       | 広瀬村                      | 昭和29年11月3日 安曇川町     | 安曇川町                     | 平成17年1月1日 高島市 | 高島市 |
| 米内村       | 米内村                | 明治12年 饗庭村             | 饗庭村                     | 饗庭村                       | 饗庭村                      | 昭和30年1月1日 新旭町        | 新旭町                       | 平成17年1月1日 高島市 | 高島市 |
| 日爪村       | 日爪村                | 明治12年 饗庭村             | 饗庭村                     | 饗庭村                       | 饗庭村                      | 昭和30年1月1日 新旭町        | 新旭町                       | 平成17年1月1日 高島市 | 高島市 |
| 岡村         | 岡村                  | 明治12年 饗庭村             | 饗庭村                     | 饗庭村                       | 饗庭村                      | 昭和30年1月1日 新旭町        | 新旭町                       | 平成17年1月1日 高島市 | 高島市 |
| 五十川村     | 明治7年 五十川村      | 明治12年 饗庭村             | 饗庭村                     | 饗庭村                       | 饗庭村                      | 昭和30年1月1日 新旭町        | 新旭町                       | 平成17年1月1日 高島市 | 高島市 |
| 上野村       | 明治7年 五十川村      | 明治12年 饗庭村             | 饗庭村                     | 饗庭村                       | 饗庭村                      | 昭和30年1月1日 新旭町        | 新旭町                       | 平成17年1月1日 高島市 | 高島市 |
| 木津村       | 木津村                | 明治12年 饗庭村             | 饗庭村                     | 饗庭村                       | 饗庭村                      | 昭和30年1月1日 新旭町        | 新旭町                       | 平成17年1月1日 高島市 | 高島市 |
| 今市村       | 今市村                | 明治12年 熊野本村           | 饗庭村                     | 饗庭村                       | 饗庭村                      | 昭和30年1月1日 新旭町        | 新旭町                       | 平成17年1月1日 高島市 | 高島市 |
| 辻沢村       | 辻沢村                | 明治12年 熊野本村           | 饗庭村                     | 饗庭村                       | 饗庭村                      | 昭和30年1月1日 新旭町        | 新旭町                       | 平成17年1月1日 高島市 | 高島市 |
| 平井村       | 平井村                | 明治12年 熊野本村           | 饗庭村                     | 饗庭村                       | 饗庭村                      | 昭和30年1月1日 新旭町        | 新旭町                       | 平成17年1月1日 高島市 | 高島市 |
| 山形村       | 山形村                | 明治12年 旭村               | 饗庭村                     | 饗庭村                       | 饗庭村                      | 昭和30年1月1日 新旭町        | 新旭町                       | 平成17年1月1日 高島市 | 高島市 |
| 森村         | 明治8年 森村          | 明治12年 旭村               | 饗庭村                     | 饗庭村                       | 饗庭村                      | 昭和30年1月1日 新旭町        | 新旭町                       | 平成17年1月1日 高島市 | 高島市 |
| 吉武村       | 明治8年 森村          | 明治12年 旭村               | 饗庭村                     | 饗庭村                       | 饗庭村                      | 昭和30年1月1日 新旭町        | 新旭町                       | 平成17年1月1日 高島市 | 高島市 |
| 田井村       | 田井村                | 明治12年 旭村               | 饗庭村                     | 饗庭村                       | 饗庭村                      | 昭和30年1月1日 新旭町        | 新旭町                       | 平成17年1月1日 高島市 | 高島市 |
| 霜降村       | 霜降村                | 明治12年 旭村               | 饗庭村                     | 饗庭村                       | 饗庭村                      | 昭和30年1月1日 新旭町        | 新旭町                       | 平成17年1月1日 高島市 | 高島市 |
| 堀川村       | 堀川村                | 明治12年 旭村               | 饗庭村                     | 饗庭村                       | 饗庭村                      | 昭和30年1月1日 新旭町        | 新旭町                       | 平成17年1月1日 高島市 | 高島市 |
| 針江村       | 針江村                | 針江村                      | 饗庭村                     | 饗庭村                       | 饗庭村                      | 昭和30年1月1日 新旭町        | 新旭町                       | 平成17年1月1日 高島市 | 高島市 |
| 深溝村       | 深溝村                | 深溝村                      | 饗庭村                     | 饗庭村                       | 饗庭村                      | 昭和30年1月1日 新旭町        | 新旭町                       | 平成17年1月1日 高島市 | 高島市 |
| 藁園村       | 藁園村                | 藁園村                      | 新儀村                     | 新儀村                       | 新儀村                      | 昭和30年1月1日 新旭町        | 新旭町                       | 平成17年1月1日 高島市 | 高島市 |
| 太田村       | 太田村                | 太田村                      | 新儀村                     | 新儀村                       | 新儀村                      | 昭和30年1月1日 新旭町        | 新旭町                       | 平成17年1月1日 高島市 | 高島市 |
| 新庄村       | 明治7年 新庄村        | 新庄村                      | 新儀村                     | 新儀村                       | 新儀村                      | 昭和30年1月1日 新旭町        | 新旭町                       | 平成17年1月1日 高島市 | 高島市 |
| 東河原村     | 明治7年 新庄村        | 新庄村                      | 新儀村                     | 新儀村                       | 新儀村                      | 昭和30年1月1日 新旭町        | 新旭町                       | 平成17年1月1日 高島市 | 高島市 |
| 北畑村       | 北畑村                | 北畑村                      | 新儀村                     | 新儀村                       | 新儀村                      | 昭和30年1月1日 新旭町        | 新旭町                       | 平成17年1月1日 高島市 | 高島市 |
| 井ノ口村     | 井ノ口村              | 明治12年 安井川村           | 新儀村                     | 新儀村                       | 新儀村                      | 昭和30年1月1日 新旭町        | 新旭町                       | 平成17年1月1日 高島市 | 高島市 |
| 安養寺村     | 安養寺村              | 明治12年 安井川村           | 新儀村                     | 新儀村                       | 新儀村                      | 昭和30年1月1日 新旭町        | 新旭町                       | 平成17年1月1日 高島市 | 高島市 |
| 河原市村     | 河原市村              | 明治12年 安井川村           | 新儀村                     | 新儀村                       | 新儀村                      | 昭和30年1月1日 新旭町        | 新旭町                       | 平成17年1月1日 高島市 | 高島市 |
| 梅原村       | 梅原村                | 梅原村                      | 今津村                     | 明治39年12月26日 町制 今津町 | 今津町                      | 昭和30年1月1日 今津町        | 今津町                       | 平成17年1月1日 高島市 | 高島市 |
| 岸脇村       | 岸脇村                | 岸脇村                      | 今津村                     | 明治39年12月26日 町制 今津町 | 今津町                      | 昭和30年1月1日 今津町        | 今津町                       | 平成17年1月1日 高島市 | 高島市 |
| 藺生村       | 藺生村                | 藺生村                      | 今津村                     | 明治39年12月26日 町制 今津町 | 今津町                      | 昭和30年1月1日 今津町        | 今津町                       | 平成17年1月1日 高島市 | 高島市 |
| 上弘部村     | 上弘部村              | 上弘部村                    | 今津村                     | 明治39年12月26日 町制 今津町 | 今津町                      | 昭和30年1月1日 今津町        | 今津町                       | 平成17年1月1日 高島市 | 高島市 |
| 下弘部村     | 下弘部村              | 下弘部村                    | 今津村                     | 明治39年12月26日 町制 今津町 | 今津町                      | 昭和30年1月1日 今津町        | 今津町                       | 平成17年1月1日 高島市 | 高島市 |
| 弘川村       | 弘川村                | 弘川村                      | 今津村                     | 明治39年12月26日 町制 今津町 | 今津町                      | 昭和30年1月1日 今津町        | 今津町                       | 平成17年1月1日 高島市 | 高島市 |
| 大供村       | 大供村                | 大供村                      | 今津村                     | 明治39年12月26日 町制 今津町 | 今津町                      | 昭和30年1月1日 今津町        | 今津町                       | 平成17年1月1日 高島市 | 高島市 |
| 南新保村     | 南新保村              | 南新保村                    | 今津村                     | 明治39年12月26日 町制 今津町 | 今津町                      | 昭和30年1月1日 今津町        | 今津町                       | 平成17年1月1日 高島市 | 高島市 |
| 今津村       | 今津村                | 今津村                      | 今津村                     | 明治39年12月26日 町制 今津町 | 今津町                      | 昭和30年1月1日 今津町        | 今津町                       | 平成17年1月1日 高島市 | 高島市 |
| 深清水村     | 深清水村              | 深清水村                    | 川上村                     | 川上村                       | 川上村                      | 昭和30年1月1日 今津町        | 今津町                       | 平成17年1月1日 高島市 | 高島市 |
| 伊井村       | 伊井村                | 明治12年 日置前村           | 川上村                     | 川上村                       | 川上村                      | 昭和30年1月1日 今津町        | 今津町                       | 平成17年1月1日 高島市 | 高島市 |
| 平ヶ崎村     | 平ヶ崎村              | 明治12年 日置前村           | 川上村                     | 川上村                       | 川上村                      | 昭和30年1月1日 今津町        | 今津町                       | 平成17年1月1日 高島市 | 高島市 |
| 三谷村       | 三谷村                | 明治12年 日置前村           | 川上村                     | 川上村                       | 川上村                      | 昭和30年1月1日 今津町        | 今津町                       | 平成17年1月1日 高島市 | 高島市 |
| 桂村         | 桂村                  | 桂村                        | 川上村                     | 川上村                       | 川上村                      | 昭和30年1月1日 今津町        | 今津町                       | 平成17年1月1日 高島市 | 高島市 |
| 酒波村       | 酒波村                | 酒波村                      | 川上村                     | 川上村                       | 川上村                      | 昭和30年1月1日 今津町        | 今津町                       | 平成17年1月1日 高島市 | 高島市 |
| 構村         | 構村                  | 明治12年 福岡村             | 川上村                     | 川上村                       | 川上村                      | 昭和30年1月1日 今津町        | 今津町                       | 平成17年1月1日 高島市 | 高島市 |
| 中ノ町村     | 中ノ町村              | 明治12年 福岡村             | 川上村                     | 川上村                       | 川上村                      | 昭和30年1月1日 今津町        | 今津町                       | 平成17年1月1日 高島市 | 高島市 |
| 井ノ口村     | 井ノ口村              | 明治12年 福岡村             | 川上村                     | 川上村                       | 川上村                      | 昭和30年1月1日 今津町        | 今津町                       | 平成17年1月1日 高島市 | 高島市 |
| 北仰村       | 北仰村                | 北仰村                      | 川上村                     | 川上村                       | 川上村                      | 昭和30年1月1日 今津町        | 今津町                       | 平成17年1月1日 高島市 | 高島市 |
| 浜分村       | 浜分村                | 浜分村                      | 川上村                     | 川上村                       | 川上村                      | 昭和30年1月1日 今津町        | 今津町                       | 平成17年1月1日 高島市 | 高島市 |
| 梨子木村     | 明治7年 狭山村        | 狭山村                      | 三谷村                     | 三谷村                       | 三谷村                      | 昭和30年1月1日 今津町        | 今津町                       | 平成17年1月1日 高島市 | 高島市 |
| 轆轤村       | 明治7年 狭山村        | 狭山村                      | 三谷村                     | 三谷村                       | 三谷村                      | 昭和30年1月1日 今津町        | 今津町                       | 平成17年1月1日 高島市 | 高島市 |
| 六ツ石村     | 明治7年 狭山村        | 狭山村                      | 三谷村                     | 三谷村                       | 三谷村                      | 昭和30年1月1日 今津町        | 今津町                       | 平成17年1月1日 高島市 | 高島市 |
| 水谷村       | 明治7年 狭山村        | 狭山村                      | 三谷村                     | 三谷村                       | 三谷村                      | 昭和30年1月1日 今津町        | 今津町                       | 平成17年1月1日 高島市 | 高島市 |
| 天増川村     | 天増川村              | 天増川村                    | 三谷村                     | 三谷村                       | 三谷村                      | 昭和30年1月1日 今津町        | 今津町                       | 平成17年1月1日 高島市 | 高島市 |
| 山中村       | 明治7年 杉山村        | 杉山村                      | 三谷村                     | 三谷村                       | 三谷村                      | 昭和30年1月1日 今津町        | 今津町                       | 平成17年1月1日 高島市 | 高島市 |
| 大杉村       | 明治7年 杉山村        | 杉山村                      | 三谷村                     | 三谷村                       | 三谷村                      | 昭和30年1月1日 今津町        | 今津町                       | 平成17年1月1日 高島市 | 高島市 |
| 椋川村       | 椋川村                | 椋川村                      | 三谷村                     | 三谷村                       | 三谷村                      | 昭和30年1月1日 今津町        | 今津町                       | 平成17年1月1日 高島市 | 高島市 |
| 途中谷村     | 途中谷村              | 途中谷村                    | 三谷村                     | 三谷村                       | 三谷村                      | 昭和30年1月1日 今津町        | 今津町                       | 平成17年1月1日 高島市 | 高島市 |
| 保坂村       | 保坂村                | 保坂村                      | 三谷村                     | 三谷村                       | 三谷村                      | 昭和30年1月1日 今津町        | 今津町                       | 平成17年1月1日 高島市 | 高島市 |
| 角川村       | 角川村                | 角川村                      | 三谷村                     | 三谷村                       | 三谷村                      | 昭和30年1月1日 今津町        | 今津町                       | 平成17年1月1日 高島市 | 高島市 |
| 追分村       | 追分村                | 追分村                      | 三谷村                     | 三谷村                       | 三谷村                      | 昭和30年1月1日 今津町        | 今津町                       | 平成17年1月1日 高島市 | 高島市 |
| 北生見村     | 北生見村              | 北生見村                    | 三谷村                     | 三谷村                       | 三谷村                      | 昭和30年1月1日 今津町        | 今津町                       | 平成17年1月1日 高島市 | 高島市 |
| 南生見村     | 南生見村              | 南生見村                    | 三谷村                     | 三谷村                       | 三谷村                      | 昭和30年1月1日 今津町        | 今津町                       | 平成17年1月1日 高島市 | 高島市 |
| 小荒路村     | 小荒路村              | 小荒路村                    | 剣熊村                     | 剣熊村                       | 剣熊村                      | 昭和30年1月1日 マキノ町      | マキノ町                     | 平成17年1月1日 高島市 | 高島市 |
| 野口村       | 野口村                | 野口村                      | 剣熊村                     | 剣熊村                       | 剣熊村                      | 昭和30年1月1日 マキノ町      | マキノ町                     | 平成17年1月1日 高島市 | 高島市 |
| 在原村       | 在原村                | 在原村                      | 剣熊村                     | 剣熊村                       | 剣熊村                      | 昭和30年1月1日 マキノ町      | マキノ町                     | 平成17年1月1日 高島市 | 高島市 |
| 浦村         | 浦村                  | 浦村                        | 剣熊村                     | 剣熊村                       | 剣熊村                      | 昭和30年1月1日 マキノ町      | マキノ町                     | 平成17年1月1日 高島市 | 高島市 |
| 山中村       | 山中村                | 山中村                      | 剣熊村                     | 剣熊村                       | 剣熊村                      | 昭和30年1月1日 マキノ町      | マキノ町                     | 平成17年1月1日 高島市 | 高島市 |
| 下村         | 下村                  | 下村                        | 剣熊村                     | 剣熊村                       | 剣熊村                      | 昭和30年1月1日 マキノ町      | マキノ町                     | 平成17年1月1日 高島市 | 高島市 |
| 海津東町     | 海津東町              | 明治12年 海津町             | 海津村                     | 海津村                       | 海津村                      | 昭和30年1月1日 マキノ町      | マキノ町                     | 平成17年1月1日 高島市 | 高島市 |
| 海津中小路町 | 海津中小路町          | 明治12年 海津町             | 海津村                     | 海津村                       | 海津村                      | 昭和30年1月1日 マキノ町      | マキノ町                     | 平成17年1月1日 高島市 | 高島市 |
| 海津中村町   | 海津中村町            | 明治12年 海津町             | 海津村                     | 海津村                       | 海津村                      | 昭和30年1月1日 マキノ町      | マキノ町                     | 平成17年1月1日 高島市 | 高島市 |
| 西浜村       | 西浜村                | 西浜村                      | 海津村                     | 海津村                       | 海津村                      | 昭和30年1月1日 マキノ町      | マキノ町                     | 平成17年1月1日 高島市 | 高島市 |
| 白谷村       | 白谷村                | 白谷村                      | 西庄村                     | 西庄村                       | 西庄村                      | 昭和30年1月1日 マキノ町      | マキノ町                     | 平成17年1月1日 高島市 | 高島市 |
| 牧野村       | 牧野村                | 牧野村                      | 西庄村                     | 西庄村                       | 西庄村                      | 昭和30年1月1日 マキノ町      | マキノ町                     | 平成17年1月1日 高島市 | 高島市 |
| 上開田村     | 上開田村              | 上開田村                    | 西庄村                     | 西庄村                       | 西庄村                      | 昭和30年1月1日 マキノ町      | マキノ町                     | 平成17年1月1日 高島市 | 高島市 |
| 下開田村     | 下開田村              | 下開田村                    | 西庄村                     | 西庄村                       | 西庄村                      | 昭和30年1月1日 マキノ町      | マキノ町                     | 平成17年1月1日 高島市 | 高島市 |
| 寺久保村     | 寺久保村              | 寺久保村                    | 西庄村                     | 西庄村                       | 西庄村                      | 昭和30年1月1日 マキノ町      | マキノ町                     | 平成17年1月1日 高島市 | 高島市 |
| 蛭口村       | 蛭口村                | 蛭口村                      | 西庄村                     | 西庄村                       | 西庄村                      | 昭和30年1月1日 マキノ町      | マキノ町                     | 平成17年1月1日 高島市 | 高島市 |
| 石庭村       | 石庭村                | 石庭村                      | 西庄村                     | 西庄村                       | 西庄村                      | 昭和30年1月1日 マキノ町      | マキノ町                     | 平成17年1月1日 高島市 | 高島市 |
| 辻村         | 辻村                  | 辻村                        | 百瀬村                     | 百瀬村                       | 百瀬村                      | 昭和30年1月1日 マキノ町      | マキノ町                     | 平成17年1月1日 高島市 | 高島市 |
| 森西村       | 森西村                | 森西村                      | 百瀬村                     | 百瀬村                       | 百瀬村                      | 昭和30年1月1日 マキノ町      | マキノ町                     | 平成17年1月1日 高島市 | 高島市 |
| 沢村         | 沢村                  | 沢村                        | 百瀬村                     | 百瀬村                       | 百瀬村                      | 昭和30年1月1日 マキノ町      | マキノ町                     | 平成17年1月1日 高島市 | 高島市 |
| 知内村       | 知内村                | 知内村                      | 百瀬村                     | 百瀬村                       | 百瀬村                      | 昭和30年1月1日 マキノ町      | マキノ町                     | 平成17年1月1日 高島市 | 高島市 |
| 新保村       | 新保村                | 新保村                      | 百瀬村                     | 百瀬村                       | 百瀬村                      | 昭和30年1月1日 マキノ町      | マキノ町                     | 平成17年1月1日 高島市 | 高島市 |
| 中庄村       | 中庄村                | 中庄村                      | 百瀬村                     | 百瀬村                       | 百瀬村                      | 昭和30年1月1日 マキノ町      | マキノ町                     | 平成17年1月1日 高島市 | 高島市 |
| 大沼村       | 大沼村                | 大沼村                      | 百瀬村                     | 百瀬村                       | 百瀬村                      | 昭和30年1月1日 マキノ町      | マキノ町                     | 平成17年1月1日 高島市 | 高島市 |
| 荒川村       | 荒川村                | 荒川村                      | 朽木村                     | 朽木村                       | 朽木村                      | 朽木村                       | 朽木村                       | 平成17年1月1日 高島市 | 高島市 |
| 野尻村       | 野尻村                | 野尻村                      | 朽木村                     | 朽木村                       | 朽木村                      | 朽木村                       | 朽木村                       | 平成17年1月1日 高島市 | 高島市 |
| 市場村       | 市場村                | 市場村                      | 朽木村                     | 朽木村                       | 朽木村                      | 朽木村                       | 朽木村                       | 平成17年1月1日 高島市 | 高島市 |
| 宮前村       | 宮前村                | 明治12年 宮前坊村           | 朽木村                     | 朽木村                       | 朽木村                      | 朽木村                       | 朽木村                       | 平成17年1月1日 高島市 | 高島市 |
| 坊村         | 坊村                  | 明治12年 宮前坊村           | 朽木村                     | 朽木村                       | 朽木村                      | 朽木村                       | 朽木村                       | 平成17年1月1日 高島市 | 高島市 |
| 岩神村       | 明治7年 岩瀬村        | 岩瀬村                      | 朽木村                     | 朽木村                       | 朽木村                      | 朽木村                       | 朽木村                       | 平成17年1月1日 高島市 | 高島市 |
| 穴ヶ瀬村     | 明治7年 岩瀬村        | 岩瀬村                      | 朽木村                     | 朽木村                       | 朽木村                      | 朽木村                       | 朽木村                       | 平成17年1月1日 高島市 | 高島市 |
| 雲洞谷村     | 雲洞谷村              | 雲洞谷村                    | 朽木村                     | 朽木村                       | 朽木村                      | 朽木村                       | 朽木村                       | 平成17年1月1日 高島市 | 高島市 |
| 地子原村     | 地子原村              | 地子原村                    | 朽木村                     | 朽木村                       | 朽木村                      | 朽木村                       | 朽木村                       | 平成17年1月1日 高島市 | 高島市 |
| 麻生村       | 明治7年 麻生村        | 麻生村                      | 朽木村                     | 朽木村                       | 朽木村                      | 朽木村                       | 朽木村                       | 平成17年1月1日 高島市 | 高島市 |
| 横谷村       | 明治7年 麻生村        | 麻生村                      | 朽木村                     | 朽木村                       | 朽木村                      | 朽木村                       | 朽木村                       | 平成17年1月1日 高島市 | 高島市 |
| 下柏村       | 下柏村                | 明治12年 柏村               | 朽木村                     | 朽木村                       | 朽木村                      | 朽木村                       | 朽木村                       | 平成17年1月1日 高島市 | 高島市 |
| 上柏村       | 上柏村                | 明治12年 柏村               | 朽木村                     | 朽木村                       | 朽木村                      | 朽木村                       | 朽木村                       | 平成17年1月1日 高島市 | 高島市 |
| 古川村       | 古川村                | 古川村                      | 朽木村                     | 朽木村                       | 朽木村                      | 朽木村                       | 朽木村                       | 平成17年1月1日 高島市 | 高島市 |
| 大野村       | 大野村                | 大野村                      | 朽木村                     | 朽木村                       | 朽木村                      | 朽木村                       | 朽木村                       | 平成17年1月1日 高島市 | 高島市 |
| 村井村       | 村井村                | 村井村                      | 朽木村                     | 朽木村                       | 朽木村                      | 朽木村                       | 朽木村                       | 平成17年1月1日 高島市 | 高島市 |
| 栃生村       | 栃生村                | 栃生村                      | 朽木村                     | 朽木村                       | 朽木村                      | 朽木村                       | 朽木村                       | 平成17年1月1日 高島市 | 高島市 |
| 小川村       | 小川村                | 小川村                      | 朽木村                     | 朽木村                       | 朽木村                      | 朽木村                       | 朽木村                       | 平成17年1月1日 高島市 | 高島市 |
| 平良村       | 平良村                | 平良村                      | 朽木村                     | 朽木村                       | 朽木村                      | 朽木村                       | 朽木村                       | 平成17年1月1日 高島市 | 高島市 |
| 桑原村       | 桑原村                | 桑原村                      | 朽木村                     | 朽木村                       | 朽木村                      | 朽木村                       | 朽木村                       | 平成17年1月1日 高島市 | 高島市 |
| 生杉村       | 明治7年 生杉村        | 明治12年 改称 生杉村        | 朽木村                     | 朽木村                       | 朽木村                      | 朽木村                       | 朽木村                       | 平成17年1月1日 高島市 | 高島市 |
| 庄屋村       | 明治7年 生杉村        | 明治12年 改称 生杉村        | 朽木村                     | 朽木村                       | 朽木村                      | 朽木村                       | 朽木村                       | 平成17年1月1日 高島市 | 高島市 |
| 中牧村       | 明治7年 中牧村        | 明治12年 改称 中牧村        | 朽木村                     | 朽木村                       | 朽木村                      | 朽木村                       | 朽木村                       | 平成17年1月1日 高島市 | 高島市 |
| 小林村       | 明治7年 中牧村        | 明治12年 改称 中牧村        | 朽木村                     | 朽木村                       | 朽木村                      | 朽木村                       | 朽木村                       | 平成17年1月1日 高島市 | 高島市 |
| 古屋村       | 古屋村                | 古屋村                      | 朽木村                     | 朽木村                       | 朽木村                      | 朽木村                       | 朽木村                       | 平成17年1月1日 高島市 | 高島市 |
| 小入谷村     | 小入谷村              | 小入谷村                    | 朽木村                     | 朽木村                       | 朽木村                      | 朽木村                       | 朽木村                       | 平成17年1月1日 高島市 | 高島市 |
| 能家村       | 能家村                | 能家村                      | 朽木村                     | 朽木村                       | 朽木村                      | 朽木村                       | 朽木村                       | 平成17年1月1日 高島市 | 高島市 |

## 行政
歴代郡長
| 代 | 氏名 | 就任年月日                | 退任年月日                | 備考                   |
| -- | ---- | ------------------------- | ------------------------- | ---------------------- |
| 1  |      | 明治12年（1879年）5月16日 |                           |                        |
|    |      |                           | 大正15年（1926年）6月30日 | 郡役所廃止により、廃官 |

## 著名な出身者
- 森本千賀子 - 実業家、キャリアデザイナー、著作家、講演家。「株式会社morich」代表取締役 兼 All Rounder Agent